# Buków (województwo lubuskie)
Buków (niem. Buckow) – wieś sołecka w zachodniej Polsce, w województwie lubuskim, w powiecie zielonogórskim, w gminie Sulechów, około 9 km od Sulechowa. Zamieszkiwana przez 497 osób (stan na 30 czerwca 2025). W latach 1975–1998 zlokalizowana w województwie zielonogórskim.

## Części wsi
| SIMC    | Nazwa      | Rodzaj     |
| ------- | ---------- | ---------- |
| 0914409 | Przygubiel | przysiółek |

## Zabytki
Do wojewódzkiego rejestru zabytków wpisany jest:
- zespół pałacowy i folwarczny z połowy XIX w.:
  - pałac neorenesansowy z 1870 r., usytuowany w parku, odnowiony w 1989 r., zbudowany w stylu neorenesansowym, wykorzystywany jako szkoła podstawowa
  - park z zabytkami przyrody: topola o obwodzie pnia 5 m, lipa o obwodzie pnia 4,70 m i klon o obwodzie pnia 3,80 m
  - pięć budynków folwarcznych gospodarczych z XIX w., lamus nie istnieje, znajdujących się w pobliżu pałacu

Inne zabytki:
- kościół neogotycki z 1856 r., wybudowany w miejscu drewnianego kościoła z XV w. oraz następnego z 1790 r.